# Sonata per a flauta i piano (Liebermann)
La sonata per a flauta, Op. 23, va ser escrita per Lowell Liebermann l'any 1987 i estrenada el 20 de maig de 1988 per la flautista Paula Robison, a qui la va dedicar, i pel pianista Jean-Yves Thibaudet al Festival Spoleto a Charleston, Carolina del Sud. L'obra va guanyar el premi a la millor obra per a flauta de nova creació l'any 1989, atorgat per la National Flute Society.

## Estructura
- I. Lento con rubato
- II. Presto energico[2]